# José Miguel Viñuela
José Miguel Viñuela Infante (Santiago, 26 de noviembre de 1974) es un presentador de televisión y locutor de radio chileno. Es conocido por haber sido conductor del famoso programa juvenil Mekano entre 1997 y 2005. Fue el conductor del matinal Mucho gusto de Mega entre 2005 y 2012 y desde 2017 hasta 2021. Actualmente conduce el programa Tal cual de TV+.

## Biografía
José Miguel Viñuela nació en 1974 en la ciudad de Santiago de Chile. Es el tercero de cuatro hermanos. Sus padres se separaron cuando tenía cinco años. Desde pequeño mostró grandes condiciones para la animación, destacándose en los actos de su colegio, el The Grange School, y más tarde del Colegio San Ignacio El Bosque, lugares donde estudió. Ese talento innato le permitió llegar a la televisión a corta edad, formando parte de la sección "Clan infantil" del programa misceláneo Sábados gigantes, conducido por Don Francisco.
En 1992 sale del colegio e ingresa en la UNIACC para estudiar la carrera de comunicación audiovisual, la que no termina. Cinco años más tarde es invitado por Verónica Calabi a participar en el programa radial Hola Concierto, de Radio Concierto. Paralelo a ello ingresó a estudiar periodismo en la misma universidad, carrera que tampoco termina.

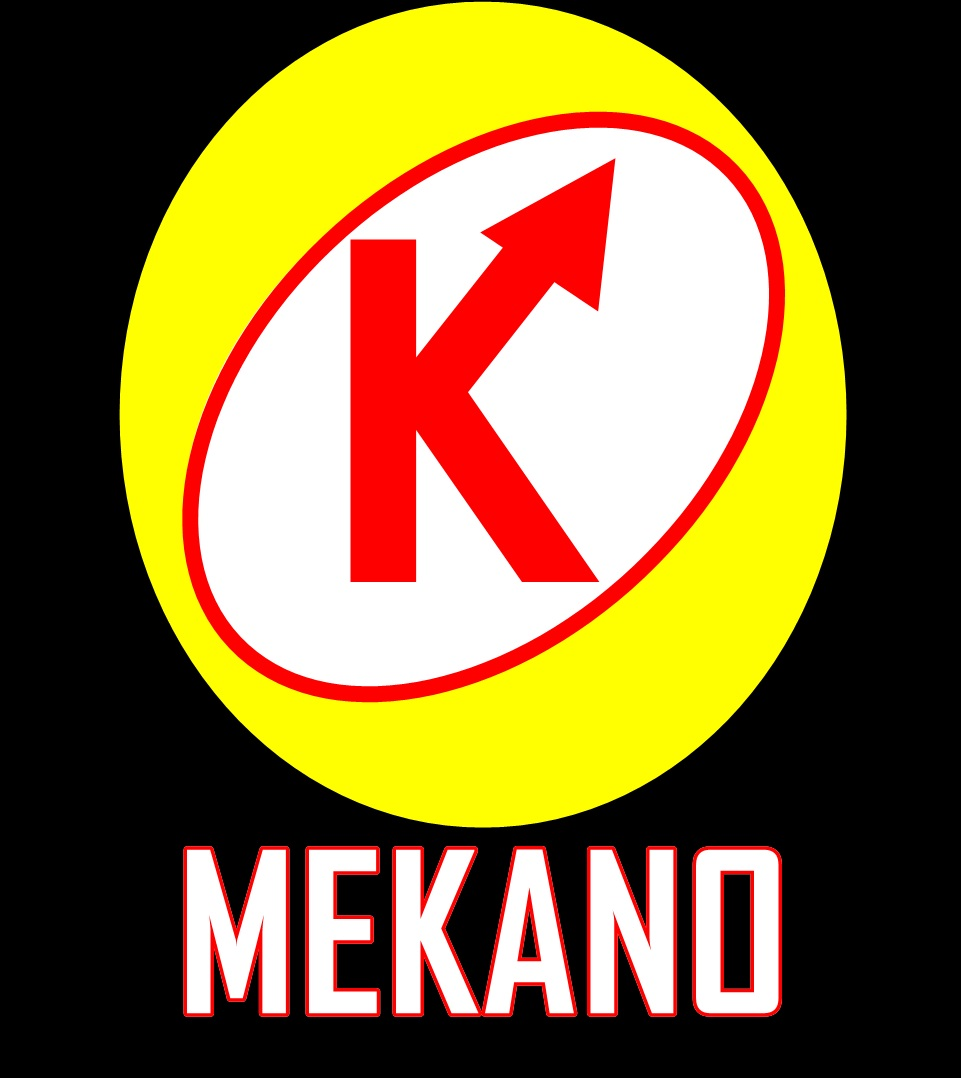
Logotipo de Mekano

En 1997, Calabi, que había firmado contrato con el canal privado Megavisión, invitó a José Miguel a participar en un casting para un programa de concursos. Es así como se gestaría uno de los programas juveniles más exitosos de la televisión chilena, Mekano. Viñuela se consolidó en ese programa como uno de los conductores juveniles de mayor éxito. Entre 1998 y 1999 participa también en el programa Vídeos y penitencias.
Desde 2003, el índice de audiencia de Mekano comienza a decaer, en parte por la salida al aire del programa de TVN, Rojo Fama Contrafama. Viñuela comienza entonces a replantear su carrera televisiva, asumiendo en 2004 la conducción del programa de conversación para horario late night, Sábado por la noche (SxN), antes presentado por Juan Carlos Valdivia.
Su último programa de Mekano fue el 24 de enero de 2005, en la playa Las Salinas de Viña del Mar. Tras siete años en el programa asumía un nuevo rol, la conducción del matinal Mucho gusto, junto a Magdalena Montes. 
En 2007 condujo la última semana del programa Mekano. Además, participó de la sitcom Tres son multitud, en el papel de "Gaspar García", y animó la primera entrega de los premios BKN Awards. Ese año tuvo su primer estelar, ¿Sabes más que un niño de 5º básico?, el cual obtuvo una excelente sintonía.
Además, animó en Radio Agricultura el programa La buena onda junto a su expareja, María Luisa Godoy; además de continuar en el matinal de Mega, también en Sábado por la noche; en marzo de 2009 debutó con un nuevo programa del mismo canal, La muralla infernal donde conduce, al igual que en el matinal junto a Javiera Contador. 
El 15 de abril de 2012 comienza a reemplazar en la animación a Luis Jara del programa Tu cara me suena. El 12 de julio de 2012 presenta su renuncia a Mega, la que fue su casa televisiva durante 15 años; y se une a las filas de Televisión Nacional de Chile, haciéndose realidad una serie de especulaciones que durante años se mantuvieron. Es así como en septiembre termina su participación en el estelar Coliseo romano siendo su última aparición en el canal del grupo Bethia, y reaparece en pantalla unos días después en el espacio matinal de la señal estatal en reemplazo de Karen Doggenweiler, y posterior reemplazo de Julián Elfenbein. En 2014 comienza una relación amorosa con Constanza Lira. En TVN estuvo hasta 2015, donde condujo espacios como Juga2, ¡Boom!, Más que 2, Apuesto por ti y Vitamina V.
Durante 2016 estuvo alejado de la televisión, volviendo progresivamente durante 2017. En junio de ese año, regresa a Mega y a Mucho gusto para reemplazar en la animación a Luis Jara por problemas de salud, hasta julio de ese año. Posteriormente es confirmado como panelista estable del matinal y, posteriormente, vuelve a la animación junto a Jara y Karla Constant durante 2018. Además, también participó en el programa radial Lo que pasó, pasó en Radio Candela, también propiedad de Mega.
En mayo de 2020 Viñuela dejó (junto a Luis Jara) la conducción de Mucho gusto, en el contexto de una reestructuración del programa. No obstante, siguió trabajando en la estación con otros proyectos como el programa de concursos Dale play que se estrenó ese mismo mes. Regresó al matinal en julio, pero sería sacado abruptamente unos días después tras el polémico corte de pelo a un camarógrafo del programa (ver sección Controversias). Regresaría en noviembre del mismo año. En julio de 2021 se anunció su salida de Mega, aunque ha vuelto a aparecer en la señal esporádicamente.
Desde 2022, conduce junto a Raquel Argandoña y Patricia Maldonado el programa de televisión de conversación Tal cual en TV+.Paralelo a su trabajo en TV+, durante dos semanas de febrero de 2025 Viñuela condujo en Canal 13 el programa El fenómeno, show de entretención familiar que a su vez buscaba talentos juveniles, similar al formato de Mekano.

## Controversias
El 24 de mayo de 2013, durante la emisión del programa de TVN Juga2 que conducía Viñuela en ese entonces, cuando en un concurso en que debía reconocerse al interior de una cámara oscura un objeto mediante el sentido del olfato, le fue asignado al invitado, Junior Playboy, un trasero humano masculino desnudo. Viñuela se rio estrepitosamente durante los treinta segundos que tuvo Junior Playboy para oler y distinguir el "objeto", el que incluso llegó a besar sin saber de qué se trataba. Junior Playboy, al darse cuento de lo que había sucedido, se molestó y abandonó el programa. Esto fue considerado humillante y discriminatorio por Junior. Desde TVN, el productor ejecutivo de la estación, José Edwards, declaró que “En ningún momento se le dijo a Junior que tenía que besar, las reglas estaban claras, sólo había que olfatear y adivinar, lo que hizo además fue por su parte, incluso en un momento quiso tocar y se le dijo que eso no estaba dentro del marco de las reglas, incluso Viñuela le dijo en varias ocasiones que no se acercara tanto”.
El 16 de julio de 2020, durante la emisión de Mucho gusto, Viñuela fue duramente criticado por haberle cortado el pelo sin consentimiento a un camarógrafo del programa, aludiendo, en tono humorístico, que «era indecente», que «transmitía bacterias» y que «tenía pegado el COVID-19 en el cuerpo». La situación generó tal rechazo que motivó disculpas públicas de Viñuela y de Mega, que terminó sacando a Viñuela del programa. Por otra parte, el camarógrafo demandó ante la justicia a Viñuela por la acción, mientras que el Sindicato de Mega hizo una denuncia ante la Dirección del Trabajo.

## Televisión
| Año             | Programa                            | Rol                    | Canal       |
| --------------- | ----------------------------------- | ---------------------- | ----------- |
| 1997-2005, 2007 | Mekano                              | Conductor              | Mega        |
| 2004-2011       | Sábado por la noche                 | Conductor              | Mega        |
| 2005-2012       | Mucho gusto                         | Conductor              | Mega        |
| 2008-2010       | ¿Sabes más que un niño de 5 básico? | Conductor              | Mega        |
| 2009            | La muralla infernal                 | Conductor              | Mega        |
| 2011            | Vive USA                            | Conductor              | Mega        |
| 2011-2012       | Coliseo romano                      | Conductor              | Mega        |
| 2012            | Tu cara me suena                    | Conductor reemplazante | Mega        |
| 2012            | El mejor de Chile                   | Juez                   | TVN         |
| 2012-2014       | Apuesto por ti                      | Conductor              | TVN         |
| 2013            | Buenos días a todos                 | Conductor reemplazante | TVN         |
| 2013            | Vive Viña en TVN                    | Conductor              | TVN         |
| 2013            | Juga2                               | Conductor              | TVN         |
| 2013            | La familia más loca de Chile        | Conductor              | TVN         |
| 2013            | Vitamina V                          | Conductor              | TVN         |
| 2014            | Adopta un famoso                    | Participante           | TVN         |
| 2014            | Más que 2                           |                        | TVN         |
| 2015            | ¡Boom!                              | Conductor              | TVN         |
| 2015            | Un minuto para ganar junior         | Conductor              | TVN         |
| 2017            | Fiebre de Viña                      | Panelista              | Chilevisión |
| 2017-2021       | Mucho gusto                         | Conductor              | Mega        |
| 2020            | Dale play                           | Conductor              | Mega        |
| 2020            | Desafío millonario                  | Conductor              | Mega        |
| 2021            | La hora de jugar                    | Presentador            | Mega        |
| 2024            | Dekanos                             | Conductor              | YouTube     |
| 2022-presente   | Tal cual                            | Conductor              | TV+         |
| 2025            | El fenómeno                         | Conductor              | Canal 13    |

## Radio
- Hola Concierto, Radio Concierto.
- Arriba de la pelota, Radio Carolina.
- La buena onda, Radio Agricultura.
- Vente pa' ca, Radio Candela.
- Lo que pasó, pasó, Radio Candela.